# CA-844
La CA-844 es una carretera autonómica de Cantabria perteneciente a la Red Local y sirve de acceso a la población de Serdio.

## Nomenclatura

Indicador

Su nombre está formado por las iniciales CA, que indica que es una carretera autonómica de Cantabria, y el dígito 844 es el número que recibe según el orden de nomenclaturas de las carreteras de la comunidad autónoma. La centena 8 indica que se encuentra situada en el sector comprendido entre la carretera nacional N-634 al norte, el límite provincial al oeste y sur, y la carretera nacional N-611 al este.

## Historia
Su denominación anterior era SV-2213.

## Trazado actual
Tiene su origen en la intersección con la CA-843 situada a 300 m del núcleo de Estrada y su final en Serdio, ambas localidades situadas en el término municipal de Val de San Vicente.
Todo el recorrido de 1,1 kilómetros de longitud discurre por el término municipal de Val de San Vicente y los 500 metros iniciales forman parte del límite del parque natural de Oyambre.
Su inicio se sitúa a una altitud de 120 m s. n. m. y el fin de la vía está situada a 113 m s. n. m.
La carretera tiene dos carriles, uno para cada sentido de circulación, y una anchura total de 5 m sin arcenes.
La etapa Comillas - San Vicente de la Barquera del Camino de Santiago de la Costa, entre las localidades de La Acebosa y Serdio, transcurre por esta carretera.

## Actuaciones
El IV Plan de Carreteras no contempla actuaciones a realizar en esta carretera.
En octubre de 2010, se realizaron obras de acondicionamiento de la travesía se Serdio mediante la construcción de una acera.

## Transportes
La siguiente línea de transporte público recorre la carretera CA-844:
- Turytrans: Prellezo - Unquera

## Recorrido y puntos de interés
En este apartado se aporta la información sobre cada una de las intersecciones de la CA-844 así como otras informaciones de interés.
| Esquema          | PK  | Sentido Serdio (creciente) | Sentido Serdio (creciente) | Sentido Serdio (creciente)                          | Sentido Serdio (creciente)                          | Sentido CA-843 (decreciente)                        | Sentido CA-843 (decreciente)                        | Sentido CA-843 (decreciente) | Sentido CA-843 (decreciente) | Incidencias |
| Esquema          | PK  | Velocidad                  | Elemento                   | Salida                                              | Salida                                              | Salida                                              | Salida                                              | Elemento                     | Velocidad                    | Incidencias |
| Esquema          | PK  | Velocidad                  | Elemento                   | Dir.                                                | Nombre                                              | Nombre                                              | Dir.                                                | Elemento                     | Velocidad                    | Incidencias |
| ---------------- | --- | -------------------------- | -------------------------- | --------------------------------------------------- | --------------------------------------------------- | --------------------------------------------------- | --------------------------------------------------- | ---------------------------- | ---------------------------- | ----------- |
|                  | 0,0 |                            |                            |                                                     | CA-844 SERDIO                                       | CA-843 SAN VICENTE DE LA BARQUERA                   |                                                     |                              |                              |             |
| CA-843 ABANILLAS | 0,0 |                            |                            |                                                     | CA-844 SERDIO                                       |                                                     |                                                     |                              |                              |             |
|                  | 0,7 |                            |                            | SERDIO                                              | SERDIO                                              | SERDIO                                              | SERDIO                                              |                              |                              |             |
|                  | 0,8 |                            |                            | Serdio (código 4854)                                | Serdio (código 4854)                                | Serdio (código 4854)                                | Serdio (código 4854)                                |                              |                              |             |
|                  | 1,1 |                            |                            | Final de la carretera en el núcleo urbano de Serdio | Final de la carretera en el núcleo urbano de Serdio | Final de la carretera en el núcleo urbano de Serdio | Final de la carretera en el núcleo urbano de Serdio |                              |                              |             |